# Callidium powelli
Callidium powelli är en skalbaggsart som beskrevs av Linsley och Chemsak 1963. Callidium powelli ingår i släktet Callidium och familjen långhorningar. Inga underarter finns listade.